# Tibouchina lepidota
Tibouchina lepidota là một loài thực vật có hoa trong họ Mua. Loài này được (Bonpl.) Baill. miêu tả khoa học đầu tiên năm 1871.

## Hình ảnh

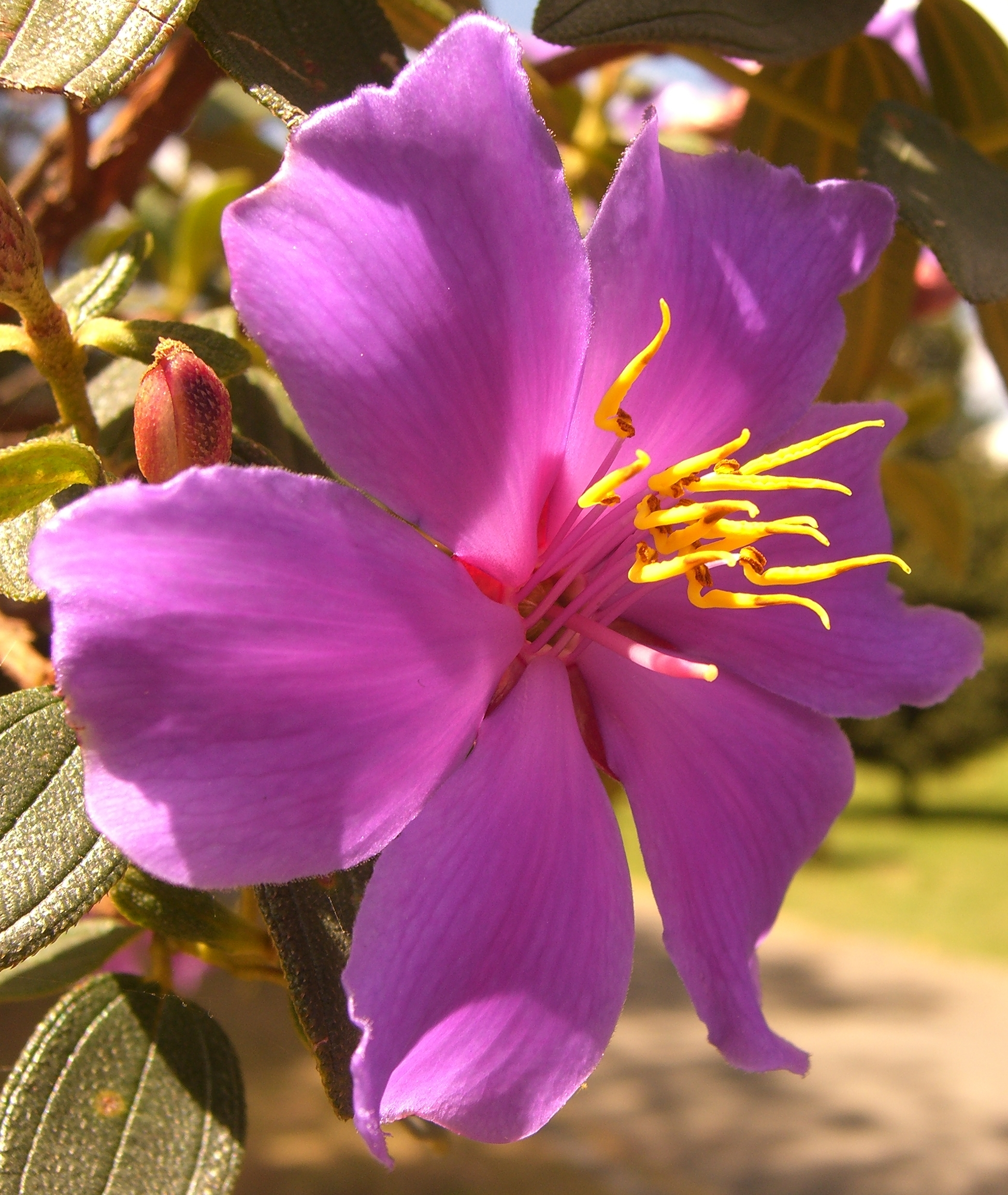
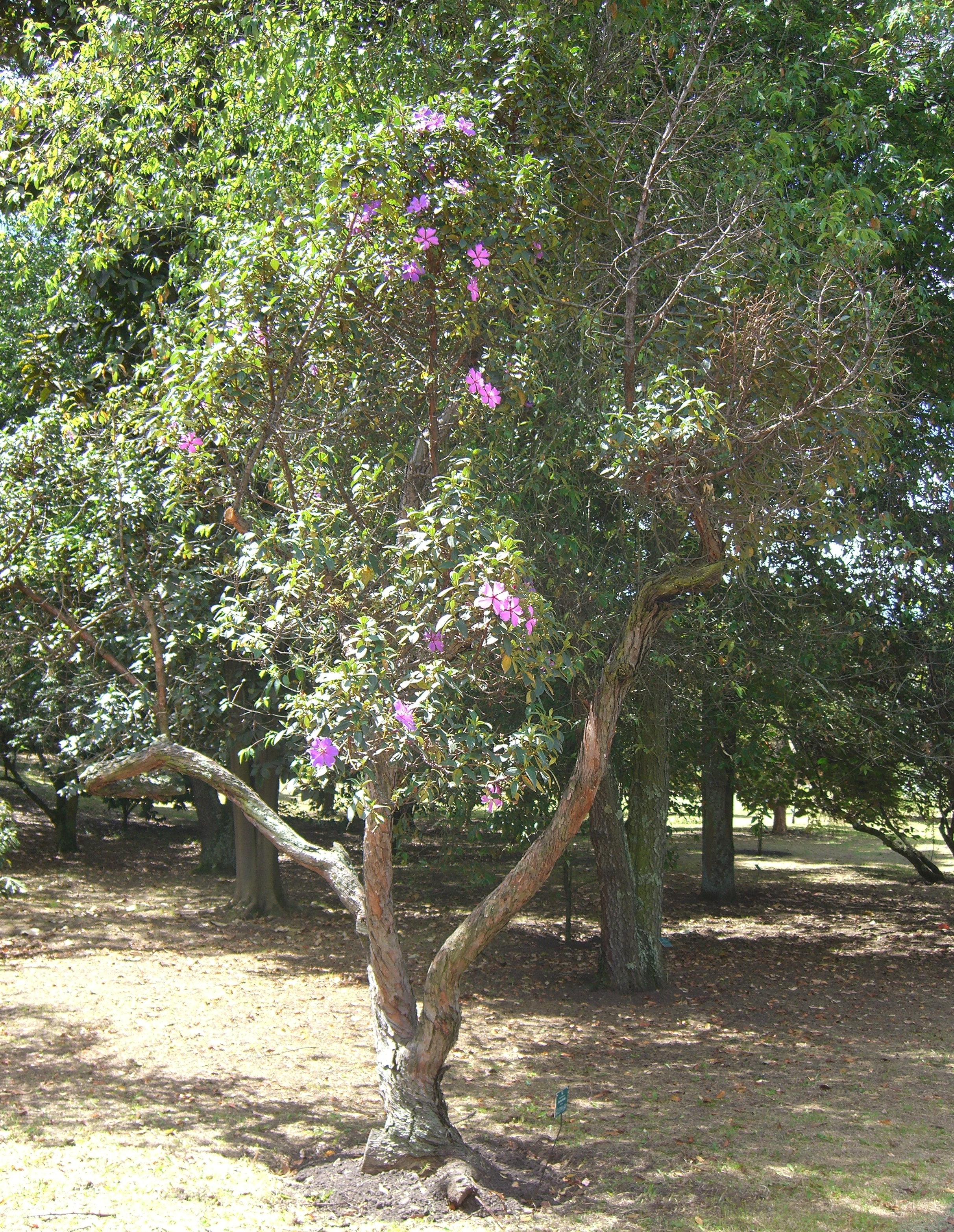
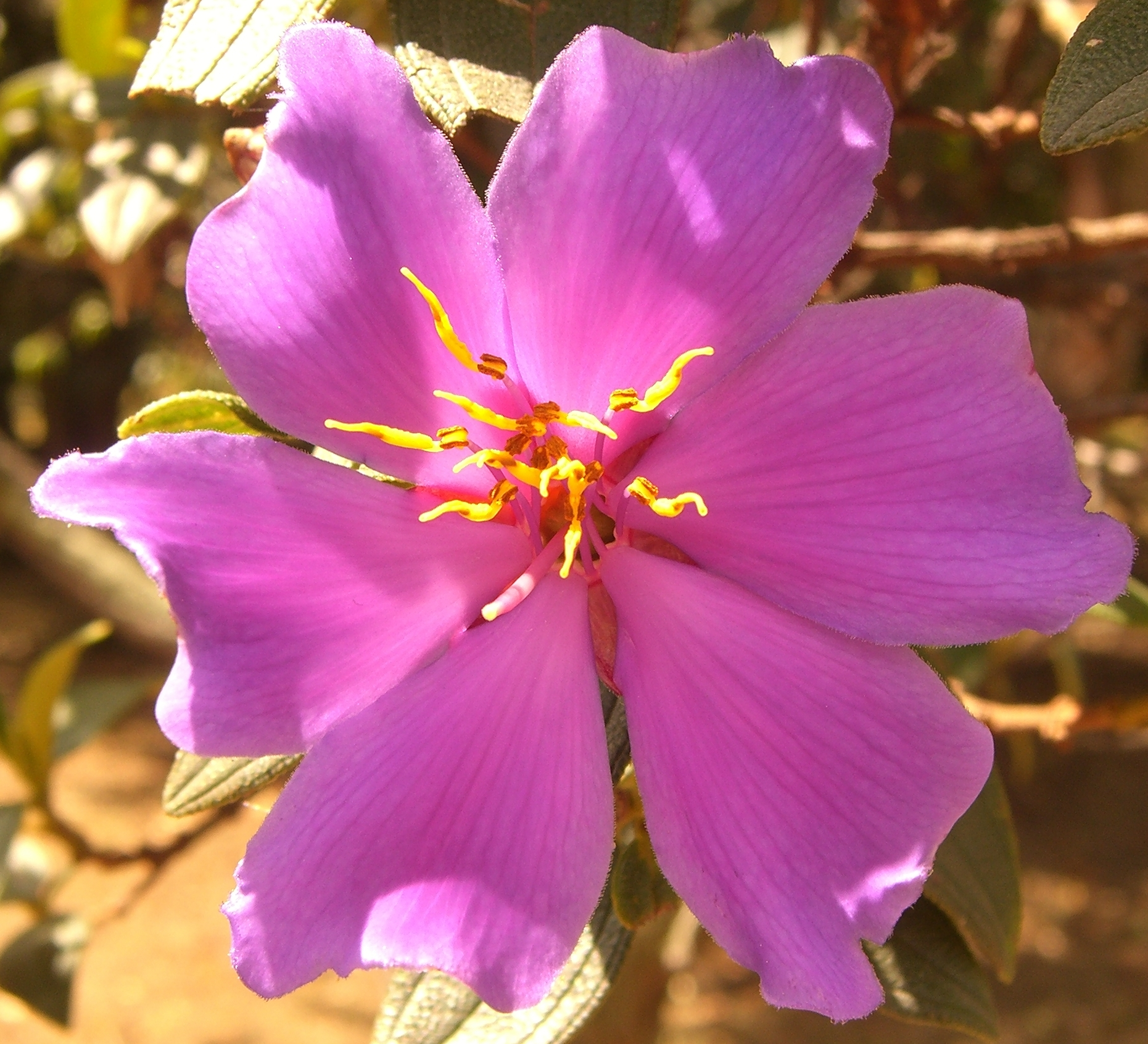
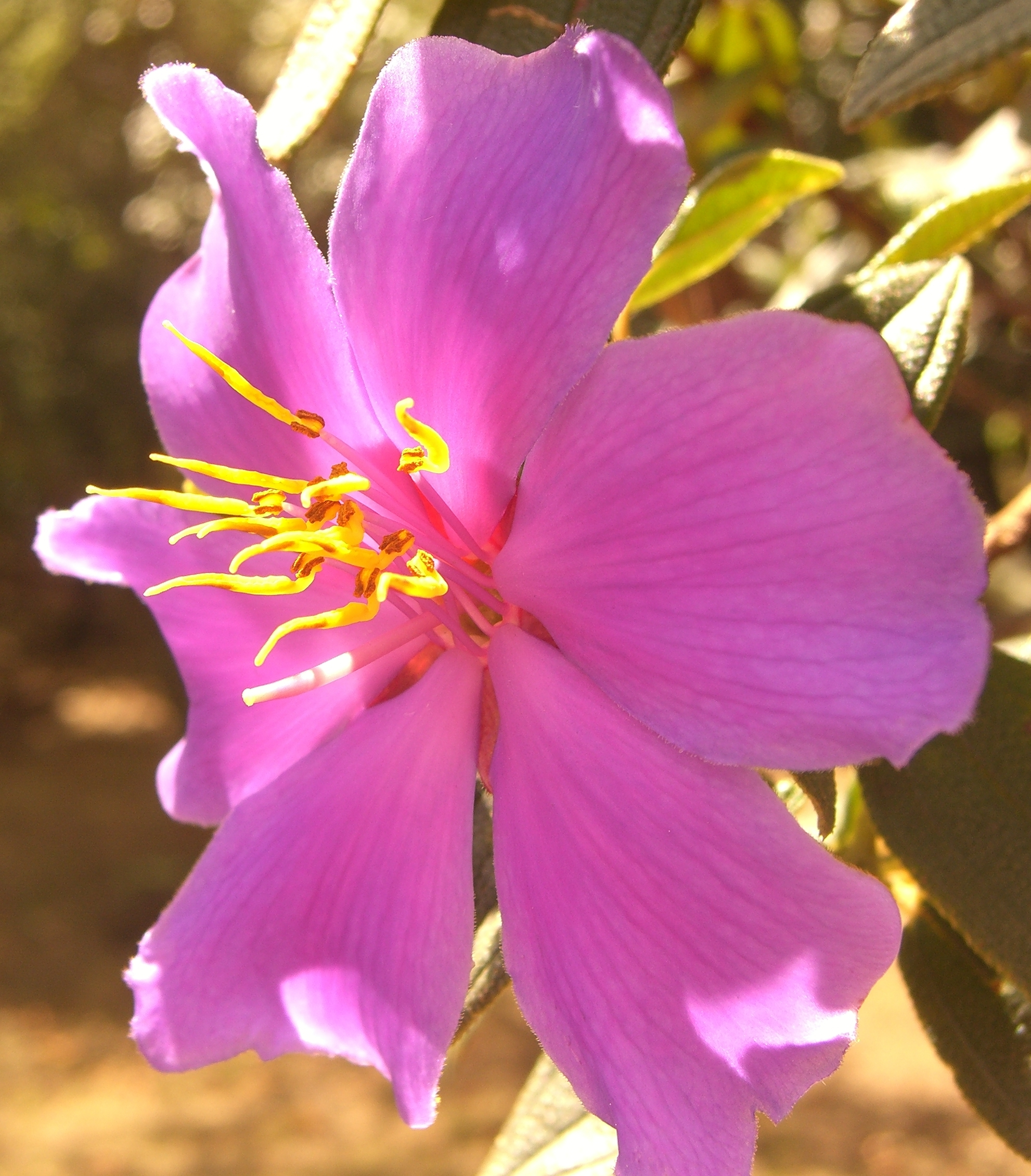